# Vindula meduca
Vindula meduca är en fjärilsart som beskrevs av Hans Fruhstorfer 1912. Vindula meduca ingår i släktet Vindula och familjen praktfjärilar. Inga underarter finns listade i Catalogue of Life.